# 勘察加海象属
勘察加海象属（学名：Kamtschatarctos）是海象科下的一个属。

## 下属物种
本属包括以下物种：
- 西氏勘察加海象 Kamtschatarctos sinelnikovae Dubrovo, 1981，西尔尼科夫勘察加海象